# غراندي لوي
غراندي لوي (بالإنجليزية: Grande Lui)‏ هو أحد جبال سلسلة كتلة مونت بلاك وجزء من القمة الأم يقع في كانتون فاليز، سويسرا. يبلغ ارتفاع الجبل حوالي 3509 متر، بينما يبلغ ارتفاع نتوء الجبل 106 متر.